# 아벨 사비에르
아벨 루이스 다 실바 코스타 샤비에르(포르투갈어: Abel Luís da Silva Costa Xavier, 1972년 11월 30일 ~ )는 포르투갈의 전 축구 선수이자 현 축구 감독이다. 선수 시절 포지션은 풀백이었다.
모잠비크의 남풀라 출신으로, 포르투갈의 CF 에스트렐라 다 아마도라와 SL 벤피카, 이탈리아의 AS 바리와 AS 로마, 스페인의 레알 오비에도, 네덜란드의 PSV 에인트호번, 잉글랜드의 에버턴 FC과 리버풀 FC, 미들즈브러 FC, 터키의 갈라타사라이, 독일의 하노버 96를 거쳤으며, 미국의 로스앤젤레스 갤럭시로 팀을 옮긴 뒤 2008년 은퇴를 선언하였다.
또한 1993년부터 2002년까지 포르투갈 축구 국가대표팀 소속으로 활약했으며, UEFA 유로 2000과 2002년 FIFA 월드컵에 참가하는 등 총 20경기에 출전해 2골을 득점하였다.
은퇴 이후 2013년 SC 올랴넨스의 감독으로 부임했으며, 이후 2014년 SC 파렌스로 팀을 옮긴 뒤 2015년 데스포르티부 아브스의 지휘봉을 잡았다.